# Secretaría de Asuntos Económicos de la Santa Sede
La Secretaría de Asuntos Económicos de la Santa Sede es un dicasterio de la Curia Romana con autoridad sobre todas las actividades económicas de la Santa Sede y de la Ciudad del Vaticano. El Papa Francisco ordenó la apertura de este secretariado con el motu proprio Fidelis et dispensator prudens, publicado el 14 de febrero de 2014. Después de la Secretaría de Estado de la Santa Sede es el segundo dicasterio que lleva el nombre de secretariado, un término que indica su importancia en relación con otras partes de la Curia. La sede del secretariado es la Torre de San Juan de los Jardines del Vaticano.

## Estructura
Desde fundación hasta su renuncia, estaba encabezado por un cardenal-prefecto que mantiene una estrecha relación con el papa. El arzobispo de Sídney George Pell fue el escogido para ser el primer prefecto y "se le pidió que comenzase a trabajar tan pronto como pudiese". Pell dijo que quería comenzar a trabajar en su nuevo puesto en la Santa Sede "a finales del mes de marzo". Su trabajo es análogo al que hace el ministro de economía.
El 3 de marzo de 2014 el papa Francisco nombró a Alfred Xuereb como primer secretario general. Xuereb había sido secretario particular de Benedicto XVI y también del Papa Francisco desde su nombramiento. En 2018 fue nombrado nuncio apostólico, dejando vacante el cargo de secretario general de la Secretaría de Economía.
El Papa también anunció la formación de un Consejo de Economía para guiar al secretariado y analizar su trabajo. El consejo está formado por ocho cardenales u obispos y siete laicos "con una gran experiencia profesional en las finanzas", todos escogidos para representar al cuerpo de toda la Iglesia. El consejo está liderado por un cardenal coordinador. El papa también nombró a un auditor general.
En noviembre de 2019 el Papa nombró al jesuita español Juan Antonio Guerrero Alves como nuevo prefecto, ocupando el puesto que quedó vacante tras la renuncia de George Pell. En agosto de 2020 se hizo público el nombramiento de Maximino Caballero Ledo, un laico español experto en finanzas, como nuevo secretario general. Se trata de un laico español, afincado en Estados Unidos, casado y padre de dos hijos, amigo de la infancia del Prefecto Juan Antonio Guerrero.

## Relación de prefectos
- Cardenal George Pell (24 de febrero de 2014 - 24 de febrero de 2019)
- P. Juan Antonio Guerrero Alves, S.I., (14 de noviembre de 2019 - 30 de noviembre de 2022)
- Dr. Maximino Caballero Ledo (desde el 1 de diciembre de 2022)

## Fuente
- Esta obra contiene una traducción total derivada de «Secretaria per a l'Economia de la Santa Seu» de Wikipedia en catalán, publicada por sus editores bajo la Licencia de documentación libre de GNU y la Licencia Creative Commons Atribución-CompartirIgual 4.0 Internacional.